# Coelorinchus macrochir
Coelorinchus macrochir är en fiskart som först beskrevs av Günther, 1877.  Coelorinchus macrochir ingår i släktet Coelorinchus och familjen skolästfiskar. Inga underarter finns listade i Catalogue of Life.